# 선디
선디(sundae)는 한 컵 정도의 아이스크림 위에 시럽 등을 뿌려먹는 미국의 대표적인 빙과의 한 종류로, 취향에 따라 땅콩가루나 마라스키노 체리, 크림 등을 추가한다.

## 어원
옥스포드 영어사전에 따르면 선디의 어원에 대한 유래는 알려져 있지 않으나, 일요일에 주로 판매되는 것으로 인해 일반적으로 '일요일'을 뜻하는 영어 단어 선데이(Sunday)와 관련이 있는 것으로 여겨진다.

## 같이 보기
- 파르페
- 바나나 스플릿
- 아이스크림
- 그라니타
- 미국 요리